# 信実一徳
信実 一徳（のぶざね かずのり、1943年11月15日 - ）は、広島県世羅郡出身の俳優。ワンダー・プロダクションに所属していた。
旧芸名は新田 信二、信実 恭介、信実 和徳、真実 一徳。

## 出演作品

### 映画
- 地獄の掟に明日はない（1966年）
- 恥辱の部屋（1982年） - 河野
- 春画（1983年） - 義之
- 小説吉田学校（1983年）
- 暗室（1983年） - ホームドラマの男
- 女高生日記 乙女の祈り（1984年） - 石黒拓
- 青いスカート 危険な飼育（1984年） - 冬木明宏
- 団鬼六 緊縛卍責め（1985年） - 三好
- 赤い禁猟区 ハードコアの夜（1986年） - 梶原啓吾
- 冴島奈緒 アクメ記念日（1988年） - 滝沢悟
- いこかもどろか（1988年） - 鞄を持った男
- エバラ家の人々（1991年）
- ガメラ2 レギオン襲来（1996年） - 仙台・監視拠点の連隊長

### テレビドラマ

#### NHK
- 大河ドラマ
  - 竜馬がゆく 第16話（1968年） - 岡本猪之助
  - 黄金の日日 第39話「偽国使」（1978年） - 金誠一
  - 徳川家康 第34話「渦中の人」（1983年） - 熊谷大膳
  - 山河燃ゆ（1984年） - 中井少佐
  - 新大型時代劇 / 武蔵坊弁慶（1986年） - 源仲綱
  - 太平記（1991年） - 武士
  - 信長 KING OF ZIPANGU（1992年） - 吉田出雲守
- 特選!時代劇
  - 水曜時代劇 / 立花登 青春手控え 第21話「影の中の女」（1982年）
  - 金曜時代劇 / 腕におぼえあり 第2シリーズ 第9話「襲撃」（1992年） - 久蔵
- 連続テレビ小説 / 君の名は 第一部 第43 - 45、47、57話（1991年）
- 土曜ドラマ / 刑事 蛇に横切られる（1995年）

#### NTV
- 太陽にほえろ!
  - 第192話「2・8・5・6・3」（1976年） - 飯田治
  - 第292話「一流大学」（1978年） - 吉沢
  - 第322話「誤射」（1978年） - 草間二郎
  - 第424話「拳銃を追え!」（1980年） - 寺沢
  - 第640話「妻への疑惑」（1985年） - 並木
- 大都会 PARTIII 第44話「テロルの仮面」（1979年）
- 火曜劇場 / 愛しい女 第4話（1980年）
- 火曜サスペンス劇場
  - 死刑台への120時間 霖雨の時計台（1983年）
  - 新任判事補 第1作「ハリキリ新米女性裁判官が初めて担当した強姦未遂殺人事件!」（1994年）
  - ラブレター（1995年）
  - 震える目（1995年）
  - 救急指定病院 第6作「意識不明で緊急入院した救急隊員」（1996年）
  - 過失致死（1998年）
  - 弁護士・朝日岳之助 第13作「温情捜査」（1999年） - 検事
  - 逆転有罪（2000年）
- 刑事物語'85 第10話「被害者の黙秘権」（1985年）
- 水曜ドラマ / 妻たちの課外授業（1985年 - 1986年） - 今井英明
- 水曜グランドロマン / 熱中時代スペシャル 三年五組の叛乱（1988年）
- 華麗なる追跡 THE CHASER（1989年）
- 刑事貴族 第28話「白馬で大滑降」（1991年）
- 静かなるドン 第5話「総長の天国と地獄」（1994年）

#### TBS
- ザ・ガードマン 第116話「勝利なき挑戦」（1967年）
- ブラザー劇場
  - 刑事くん 第1部 第8話「さらば夜明け」（1971年）
  - 刑事犬カール 第37話「リーダー犬誕生」（1979年）
- Gメン'75 第230話「零下50度からの逃亡者」（1979年）
- 噂の刑事トミーとマツ
  - 第1シリーズ 第16話「マツがクビ、トミコ頼むぞ」（1980年）
  - 第2シリーズ 第23話「トミマツ降伏! 悪党死の水攻め」（1982年）
- 水曜劇場 / 二百三高地 愛は死にますか 第5話「二十八サンチ砲」（1981年）
- 積木くずし 〜親と子の200日戦争〜 第1話（1983年）
- 毎度おさわがせします
  - 第1シリーズ（1985年） - 小田信治
  - 第3シリーズ（1987年） - 中本進
- 水曜ドラマ / 女コロンボ危機一髪（1985年）
- 夏・体験物語 パート2（1986年） - 根本強
- 花王愛の劇場 / 料理恋物語（1988年）
- こちら芝浦探偵社 第11話「あたしのそばにずっといて」 - 第13話「あたしの宝もの」（1989年） - 高橋秘書
- 月曜ドラマスペシャル→月曜ミステリー劇場
  - トリカブト殺人事件 疑惑の女（1992年）
  - 西村京太郎サスペンス 十津川警部シリーズ 第3作「上野駅殺人事件」（1993年）
  - 湯けむり仲居純情日記 第2作（1993年）
  - ゲンコツ和尚は名探偵（1994年）
  - バスガイド愛子
    - 第2作「みちのくの恋」（1994年）
    - 第4作「会津磐梯山は恋の山」（1997年）

  - 女の特選サスペンス / こころ預かります2（1995年）
  - 名探偵・金田一耕助シリーズ 第23作「黒い羽根の呪い」（1996年）
  - 保険調査員 しがらみ太郎の事件簿
    - 第2作「金沢・能登殺人事件」（1996年）
    - 第3作「讃岐殺人事件」（1997年）

  - 痛快!バツイチ・トリオ 女だけの便利屋事件簿（1998年 - 1999年） - 安西刑事
  - 税務調査官・窓際太郎の事件簿 第2作「冬の金沢殺人事件・節税の裏ワザ教えます! 5年前の脱税疑惑の嘘を暴け」（1999年） - 川崎（統括官）
  - 秋の旅情サスペンス / 門脇葬儀店・本日も御愁傷様（2000年） - 坪井亘
  - 陰の季節（上川隆也版） 第4作「失踪」（2002年） - 石川敏明
- 眠れない夜をかぞえて 第6話「愛」（1992年）
- 職員室（1997年） - 早瀬啓一

#### CX
- 科学捜査官 第12話「光と影の不在証明」（1974年）
- 逢えるかも知れない 第16 - 18話（1976年）
- 江戸の激斗 第14話「迷い道」（1979年）
- 服部半蔵 影の軍団 第23話「赤い蛇の目は死の宣告」（1980年）
- 大捜査線シリーズ 追跡 第37話「朝日のあたる家」（1980年）
- 闇を斬れ 第21話「人肌人形一夜妻」（1981年）
- 東映不思議コメディーシリーズ
  - ロボット8ちゃん 第14話「天まで上れ! タコ騒動」（1982年）
  - バッテンロボ丸 - 泥棒
    - 第2話「バッテンよろしく正義の味方」（1982年）
    - 第26話「さらば! 地球よ!」（1983年）
- 時代劇スペシャル / 沖田総司－華麗なる暗殺者－（1982年）
- 暁に斬る! 第16話「非情の町のこぼれ花」（1983年）
- 同心暁蘭之介 第21話「切腹」（1983年）
- 流れ星佐吉 第18話「とんだ情けの大道中」（1984年）
- 金曜女のドラマスペシャル→金曜ドラマシアター→金曜エンタイテイメント
  - 密室の殺意（1985年）
  - 悪魔からの通告（1986年）
  - 実録犯罪史シリーズ 第1作「金の戦争」（1991年）
  - 裏稼業! 何でも屋お国
  - 美人記者香坂冬子の名推理（1997年） - 小柳吾朗
  - 温泉名物女将!湯の町事件簿 第1作「フラメンコが売り物の老舗旅館は火の車…温泉も枯れ殺人事件まで！女の執念が暴いた真実には哀れな悲劇」（2001年） - トクナガ刑事
- 月曜ドラマランド / 時をかける少女（1985年）
- 木曜ドラマストリート / あいつと私（1986年）
- 山村美紗サスペンス / 死人が夜ピアノを弾く（1986年）
- スケバン刑事III 少女忍法帖伝奇 第35話「鏡の国の唯」（1987年） - 天妖
- プロゴルファー祈子（1987年）
- あぶない女たち（1990年）
- 幸福の予感（1996年） - 相川部長
- 木曜劇場 / 眠れる森 第2幕「つきまとう男」 - 第5幕「隠れ家」（1998年） - 大庭善三

#### NET→ANB
- 特別機動捜査隊
  - 第410話「蒼い母の復讐」（1969年）
  - 第458話「白い心の旅路」（1970年） - 平山
  - 第461話「私の愛した女」（1970年） - 栄二
  - 第503話「純愛の海」（1971年） - 津川
  - 第536話「可愛い脱走」（1972年） - 新田
  - 第640話「闇」（1974年） - 安達
- 誰のために愛するか（1974年） - 黒川透
- ナショナルゴールデン劇場 / だいこんの花 第4部（1974年） - 内山
- TOKYO DETECTIVE 二人の事件簿（1975年）
  - 第30話「刑事の初恋」
  - 第35話「女医誘拐事件」
- 伝七捕物帳 第4話「あに、いもうと」（1979年）
- 特捜最前線
  - 第145話「凶器が歩く街!」（1980年）
  - 第187話「終列車を見送る女!」（1980年）
  - 第214話「バラの花殺人事件!」（1981年）
  - 第230話「ストリップ スキャンダル!」（1981年）
  - 第256話「虫になった刑事!」（1982年）
- 西部警察シリーズ
  - 西部警察
    - 第15話「さらば愛しき女」（1980年） - 徳田海運社員
    - 第81話「愛と炎のメロディー」（1981年） - 田島武
    - 第89話「もう一つの勲章」（1981年） - 加山清吾
    - 第112話「ワイルド刑事ハート」（1982年） - 黒木
    - 第121話「無法の街に愛と勇気を!」（1982年） - 芹沢の秘書
    - 第125話「約束の報酬」（1982年） - 木下（麻薬取締官）

  - 西部警察 PART-II
    - 第9話「罠」（1982年） - 牛島常也
    - 第18話「広島市街パニック!!」（1982年） - 爆弾魔・井上のキャバレー仲間のチンピラ
    - 第36話「八丈島から来た刑事」（1983年） - 山根組組員（武器担当）

  - 西部警察 PART-III
    - 第18話「パニック・博多どんたく -福岡篇-」（1983年） - 村田の部下
    - 第58話「5分間の逆転!!」（1984年）
- 爆走! ドーベルマン刑事 第16話「黒バイ刑事の友情!」（1980年）
- ザ・ハングマンシリーズ
  - ザ・ハングマン 燃える事件簿→ザ・ハングマン（1981年）
    - 第12話「高速道路にコンクリート詰め」 - 中島の部下
    - 第30話「エンゼルキッスは豚の味」 - 峰岸（大和探偵事務所）

  - ザ・ハングマンII 第12話「ギャラは人妻! 売れっ子評論家を吊せ」（1982年） - 岸本
  - 新ハングマン 第3話「ホテル腹上死を演出する始末屋」（1983年） - 大須賀俊彦
  - ザ・ハングマン4
    - 第9話「美人コンパニオンが消されていく!」（1984年） - 増田義夫（トップ屋）
    - 第15話「恋人の体が新札偽造のいけにえにされる!」（1985年） - 村川（「しぇぶいる」オーナー）

  - ザ・ハングマンV 第27話（最終回）「マイホームの夢が消えて解散!!」（1986年） - 唐沢
  - ハングマンGOGO 第3話「横浜・殺しのチャイナドレス!」（1987年） - 針尾組の売人
- 土曜ワイド劇場
  - 松本清張の山峡の章（1981年）
  - 妹を犯した男（1982年）
  - 原教子の「二泊三日の旅」シリーズ 第3作「島めぐり豪華フェリー花嫁ツアー殺人事件」（1988年） - 岩佐
  - 片道切符の花嫁（1989年）
  - 真夏の女子高生連続殺人 甘くてあぶないぼくとぼくらの夏（1990年） - 中川正樹
  - おんな警視連城真衣子 第3作「えん罪? トリック? 作られた殺人の報酬…」（1991年）
  - 森村誠一の完全犯罪の使者（1993年）
  - なんでも屋探偵帳 第4作「血ぬられた死亡診断書が明かす遺産相続の秘密」（1994年） - 浅倉洋平
  - 家政婦は見た! 第13作「代議士跡目相続の醜い秘密 色、金、欲…女たちの骨肉の争い」（1994年）
  - 消えた身代金（1994年）
  - 混浴露天風呂連続殺人 第14作「ヌードギャルみちのく秘湯激安ツアー 殺意の風景」（1994年） - 島野義雄
  - 新・女弁護士 朝吹里矢子 第1作「夢の告発」（1994年） - 田所医師
  - 冬の旅情サスペンス 北都殺人紀行（1995年）
  - 法医学教室の事件ファイル 第2作「死体が盗まれた!! 女医が暴いた偽装殺人のカルテ」（1995年） - 有田光志
  - はみだし弁護士・巽志郎 第3作「援助交際殺人事件!? 謎を追って美人検事と鹿児島へ!!」（1998年） - 南原医師
  - おとり捜査官・北見志穂 第1作「犯人は痴漢？山手線ラッシュアワー連続殺人事件」（1998年） - 森山署長
  - 車椅子の弁護士・水島威 第6作「裏窓からのぞかれた殺人事件 美人外科医が隠す怪しい秘密…」（1999年） - 吉村警部
- 文吾捕物帳 第21話「失った女の過去」（1982年）
- 月曜ワイド劇場 / 悪女の手記 硫酸を浴びせた女の悲しい愛（1982年）
- 女捜査官
  - 新・女捜査官 第4話「秘密の夜を買う美人女医」（1983年）
  - 女ふたり捜査官 第9話「プロポーズの甘いワナ」（1986年）
- 宇宙刑事シャイダー 第35話「謎を射る黄金の矢」（1984年） - 沢村大二郎
- ただいま絶好調! 第5話「監獄ロック」（1985年）
- 私鉄沿線97分署 第45話「UFO少年"ホシ"に接近!!」（1985年）
- 六本木ダンディーおみやさん 第11話「15年前の恋人の出現にあわてた殺人事件」（1987年）
- 火曜スーパーワイド / ぐるり富士山おまじないツアー（1988年）
- ゴリラ・警視庁捜査第8班 第22話「ある戦場」（1989年）
- 木曜ドラマ / シリーズ街 / 川は泣いている 第2話（1990年）
- 代表取締役刑事
  - 第4話「家族の肖像」（1990年）
  - 第23話「旅路の果て」（1991年）
- さすらい刑事旅情編III 第11話「寝台特急さくら・殺人犯に会いに来た女」（1990年） - 井草警察署刑事
- 君の手がささやいている
  - 第1章（1997年）
  - 第2章（1998年）
  - 第3章（1999年）
- はみだし刑事情熱系 PART3 第10話「復讐のリストラ殺人! 父と子の悲しい絆」（1998年） - 高橋英二

#### 12ch→TX
- プレイガール 第230話「裸の女は夏死ぬ」（1973年） - 倉井
- ザ・スーパーガール
  - 第13話「女ドラゴン 紅の必殺拳」（1979年）
  - 第29話「全裸殺人 謎のマッサージ師」（1979年）
  - 第41話「女の肌は三億円の秘密金庫」（1980年）
- ミラクルガール 第18話「水着美女・湖上の決戦」（1980年）
- 大江戸捜査網
  - 第3シリーズ
    - 第300話「金塊の陰で泣く女」（1979年）
    - 第314話「悪を撃つ謎のオランダ銃」（1979年）
    - 第498話「母を許して! 花街子連れ唄」（1983年）
    - 第525話「私を妻に! 十蔵女難騒動」（1984年）

  - 新 大江戸捜査網 第19話「夜霧の津軽三味線」（1984年） - 留造
- 眠狂四郎円月殺法 第1話「女地獄やわ肌炎上剣 -江戸の巻-」（1982年） - 竜元
- 燃えよ剣（1990年） - 佐藤彦五郎
- テレビ東京月曜9時枠の連続ドラマ
  - 列島縦断事件シリーズ「仙台七夕 幻の女」（1991年）
  - 女流作家シリーズ「殺人者は歌わない 月の砂漠殺人事件」（1992年）
- 鞍馬天狗 第51話「誠・新撰組 最後の血戦」（1991年）
- 徳川無頼帳 第16話「血風! 三兄弟・ニセ十兵衛現わる」（1992年）
- お助け同心が行く! 第10話「汚れた友情」（1993年）
- 女と愛とミステリー / 北アルプス山岳救助隊・紫門一鬼 第2作「北アルプス白馬連峰殺人山行」（2001年） - 三宅